# Корабна артилерия
Корабна артилерия се нарича съвкупността от артилерийското въоръжение, поставено на бойните кораби и предназначено за използване по брегови (наземни), морски (надводни) и въздушни цели. Заедно с бреговата артилерия съставлява морската артилерия. В съвременното понятие корабната артилерия представлява комплекс от артилерийските установки, системите за управление на огъня и артилерийския боезапас.

## История на развитието

### Гладкостволнакорабна артилерия (14 – 19 век)
В морето огнестрелното оръжие за първи път е използвано през 1200 г. от арагонците против флота на Анжу. Това са т.нар. „гърмящи тръби“ (итал. cannuncole). През 1281 г. в хрониката „Cronache forlivesi“ вече се говори за бомбардата, а през 1304 г. се появява съобщение за казеннозарядни еднофунтови оръдия (итал. springarda), използващи се на съдовете на генуезския адмирал Раниеро Грималди, който се намира на служба при френския крал.
Огнестрелните оръдия на сушата съществуват вече със сигурност към 1327 г..
Появата на първите оръдия на кораби се отбелязва 1336 – 1338 г.. Едно от първите упоменавания за това говори за оръдие, стрелящо с миниатюрни гюлета или арбалетни стрели, поставено на английския кралски ког „Вси светии“.
Първото използване на корабна артилерия е регистрирано в 1340 г. по време на битката при Слойс, което впрочем е безрезултатно.
Не само през 14-и, но и в течение на 15 век, артилерията във флота представлява рядко и малко използвано оръжие. Така например на най-големия кораб от онова време, английската карака „Грейс Дю“, имало поставени само 3 оръдия.
Вероятно през 1500 г. на караката „Шарант“ (на френски: „La Charente“) френският корабостроител Дешарж за първи път използва оръдейни амбразури (портове).
След това, в първата четвърт на 16 век в Англия се появяват големите караки – „Питър Помигренит“ (1510), „Мери Роуз“ (1511), „Хенри Грейс е'Дю“ (на френски: Henry Grace à Dieu – „Милост Божия на Хенрих“, 1514). Последният е най-голям от тях и носи 43 оръдия и 141 неголеми въртящи се от класа на ръчните кулверини по-малки оръдия.
До края на 16 век на корабите все още има катапулти и балисти. Първото корабно артилерийско оръдие става бомбардата. От средата на 15 век в артилерията започва използването на чугунени гюлета, а също и нагорещени гюлета за запалване на корабите на противника.
С навлизането си във флота артилерията придобива някои специфични черти: кутиите с бомбардите обикновено поставяли без закрепване, за да не се повреди палубата при отката, завързвайки ги към борда с въжета, а по краищата на кутията слагали малки колелца, за да може удобно те да бъдат върнати на бойната позиция. Наличието на колела става праобраз на лафетите на колела, които се оказват толкова търсени, когато оръдията постепенно се преместват от главната палуба по-надолу към водолинията. С развитието на металургията оръдията започват да се произвеждат не само от мед и ковано желязо, но и от чугун. По сравнение с кованите, чугунените оръдия се оказват по-прости и технологични за производство и по-надеждни за експлоатация, затова към 17 век кованите топове напълно са свалени от въоръжение.
В епохата на ветроходния флот потопяването на дървен кораб, даже натоварен с оръдия и боеприпаси, се оказва не така проста задача. В едно с това ефективната далекобойност на стрелбата – на достатъчно точен оръдеен огън – е нещо, от което може да се желае доста повече за оръдията от онова време. В много случаи изходът на сражението решава абордажа, затова и основна цел на корабната артилерия е поразяването на екипажа и такелажа на кораба, за да се лиши от възможност да маневрира и боеспособност. Към края на 15 век на палубите на корабите се появяват мортири, просъществували в почти неизменен вид до средата на 19 век. През 16 век се появяват оръдия с дължина 5 – 8 калибра – гаубиците, които са приспособени за стрелба с картеч и осколъчни снаряди. Примерно по същото време се появява и първата класификация на оръдията в зависимост от отношението на дължината на техния ствол към калибъра: във възходящ ред – мортири, гаубици, оръдия (топове), кулверина. Появяват се и основните типове боеприпаси: чугунените гюлета, осколъчни, запалитени, картеч. Усъвършенстван е и барутът: вместо обичайната смеси от дървени въглища, селитра и сяра, имаща редица неудобства в използването и съществения недостатък като хигроскопичност, се появява зърнестият барут.
От 16 век артилерията става предмет на научни изследвания и това се превръща в катализатор за нейното развитие, – появяват се квадранта и артилерийската скала. В бордовете на корабите се появяват оръдейните амбразури (портове), а оръдията започват да се поставят на няколко палуби, което чувствително увеличава мощта на бордовия залп. Освен увеличаването на броя на оръдията на борда, изобретяването на оръдейния порт позволява поставянето на артилерия от по-голям калибър, без да се нарушава устойчивостта на кораба, чрез поставянето им по-близо до водолинията. Към това време артилерията на корабите все още не се различава съществено от бреговата, но към 17 век постепенно се определили типовете, калибъра, дължината на оръдията, принадлежността и способите на стрелба, което води до закономерното отделяне на корабната артилерия с оглед спецификите на стрелба от кораб. Появяват се лафети с колела за удобство при презареждане, ограничители на отката, ред специални принадлежности и приспособления. Започва използването на прицелната стрелба, развива се балистиката. Основна цел за корабната артилерия все още е поразяването на екипажа на противника, и цялата тактика на морския бой се свежда до произвеждане на удачен залп. През 18 век отново се подобрява барутът, зарядът за оръдията започва да се произвежда в картузи и патрони, появяват се кремъчните запали. В резултат се увеличава и скорострелността. Появяват се книпелите, осколъчните бомби, т.нар. брандскугели и гранатите. На въоръжение се появява ново оръдие – корабният „еднорог“. През 1779 г. специално за флота е конструирано оръдие, наречено каронада. То става най-лекото корабно оръдие, което е поставяно на горната палуба, има дължина 7 калибра и малък заряд, също така е без цапфи (оси).
През 19 век задачите на корабната артилерия се сменят – сега главната цел е не екипажът, а самият кораб. За решаването на тази задача са въведените във флота бомбични оръдия – късостволни оръдия голям калибър, стрелящи със сравнително тежки осколъчно-фугасни снаряди. Демонстрацията на оръдията Пексан от комодор Пери по време на неговата експедиция в Япония през 1854 г. убеждава властите на Япония от необходимостта да приеме неравноправния търговски договор със САЩ и да приключи с политиката си на изолация на държавата.
С въвеждането на тези оръдия забележимо се променя бордовото въоръжение на корабите, а също така започва и тяхното брониране. Към 19 век развитието на гладкостволната корабна артилерия достига най-високото си равнище. Усъвършенстването касае не само самите оръдия, но и подставките им, принадлежностите, барутните заряди, боеприпасите, а също така методите и способите за стрелба. Заедно с бронирането на корабите се въвежда кулната система за поставяне на оръдията и увеличението на калибъра. Теглото на установките достига 100 тона. За управлението на такива тежки и мощни оръдия започва използването на парни, хидравлични и по-късно електрически трансмисии. Но революцията в корабната артилерия започва с въвеждането през втората половина на 19 век на нарезните оръдия.

### Нарезна корабна артилерия (от средата на 19 век)
С приемането на въоръжение на нарезната артилерия гладкостволната продължава да бъде използвана и усъвършенствана. Въпреки това скоро гладкостволните оръдия все пак са напълно изместени от нарезните заради техните очевидни преимущества:
- повишена точност за сметка на жироскопичната стабилизация на снаряда в полет;
- увеличена ефективна далечина (максималната далечина на стрелбата при други равни равни условия при нарезното оръдие ще е по-малка, поради съпротивлението породено от нарезите върху движението на снаряда при изстрел);
- боеприпасите с продълговата форма, по-тежки, носещи по-голям заряд взривно вещество и по-бронебойни;

В Руския императорски флот нарезната артилерия е приета на въоръжение през 1867 г. и до 1917 г. има само две системи на нарез – „обр. 1867 г.“ и „обр. 1877 г.“
След революцията и до 1930 г. се експлоатират старите артилерийски системи, провеждани са работи по модернизация на оръдията и проектиране на нови боеприпаси.
Увеличението на дебелината на корабната броня и повишаването на нейната здравина води зад себе си и увеличение в размерите на оръдията. Към края на 19 век калибърът на корабните оръдия достига 15 дюйма (381 mm). Но увеличението в калибра неизбежно намалява живота на оръдията, затова и последвалото развитие на артилерията тръгва по пътя на усъвършенстване на боеприпасите. В периода 1883 до 1909 г. най-големият калибър съставлява 12 дюйма (305 mm). През 1894 г. адмирал С. О. Макаров предлага бронебоен наконечник, използването на който позволява пробиването на броня с дебелина, равна на калибъра на снаряда. За увеличаване на разрушителното действие боеприпасите започват да се снаряжават със заряди от мощни бризантни вещества.
Далечината на полета на снарядите расте и това предизвиква естественото желание да се увеличи и прицелната далечина. Приетите по това време в сухопътната артилерия правила за стрелба намират своята употреба и във флота. Появява се понятието управление на огъня, изменя се и тактиката на морския бой. Появата на оптични прибори за наводка на оръдията и измерване на разстоянията още повече увеличава далечината на стрелба – до 100 артилерийски кабелта и нагоре. Но това увеличение в далечината намалява точността на стрелбата – попадението в целта става по-сложно. За увеличаване на точността постовете за наблюдение и управление на огъня се преместват на мачтите, те са оборудвани с визьори и далекомери. Оптическите системи, електротрансмисиите за наводка и централизираното управление на огъня от командния пункт много увеличава ефективността на артилерийския огън, правейки възможна стрелбата от паралелни стволове, по данни, измерени със съответната точност. Освен това в началото на 20 век се появяват първите образци на системи с хидростабилизация.
С развитието в средата на Втората световна война на морската авиация, а след това и на управляемото ракетно оръжие, предназначението на корабната артилерия се променя, – главните цели се пренасят във въздуха. Използването ѝ срещу надводни цели (кораби) и брега става второстепенна задача, тъй като по такива обекти много по-ефективно работят самолетите и ракетите. По тази причина постепенно се прекратяват разработките и производството на оръдията на главния калибър, арт-установките остават само универсални и зенитни. Калибърът на разработваните оръдия не надминава 152 mm. Последващото развитие на зенитно-ракетни комплекси с морско базиране още повече намалява ролята на артилерията и на корабите започват да поставят минимално количество арт-установки. Най-популярен калибър за универсалната артилерия става 76 mm (италиански и съветски системи), 100 mm (Франция), 114 мм Великобритания, 127 mm (САЩ) и 130 mm (СССР). 76 mm системи стават оптимално решение за корабите с малка и средна водоизместимост, а 100 mm и повече – за фрегатите, есминците, крайцерите и т.н. Освен универсална, практически на всички кораби се поставят малка зенитна артилерия – основно това са скорострелни автомати калибър 20 – 30 mm. Най-разпространените МЗА са Mark 15 Vulcan Phalanx CIWS (САЩ), АК-630 (СССР), Goalkeeper CIWS (Нидерландия). Освен основното предназначение се променя и начина на управление на корабната артилерия. С развитието на автоматизацията и електрониката все по-малка е необходимостта от непосредствено участие на човека в процеса на стрелба: оръдията на корабите стават част от артилерийски комплекси, а самите установки в по-голямата си част са автоматични.

#### Съветската корабна артилерия
За начална в историята на съветската корабна артилерия може да се смята 1930 г. – именно тогава започват изпитанията на нови образци въоръжения. До началото на ВОВ са проектирани и създавани нови артилерийски системи за корабите и боеприпаси към тях с калибър от 25 до 406 mm. С началото на войната главна заплаха за корабите става не главният калибър на противника, а авиацията, затова и започва масово производство на зенитни системи – както на нови, така и на съществуващи образци. Работите по създаването на нови корабни оръдия среден и голям калибър (до 305 mm) са възобновени едва през 1944 г.
Една от най-значимите технически нововъведения на следвоенния период е използването в корабната артилерия на автоматизирано радарно насочване към целта, което позволява да се повиши ефективността на огъня през нощта и в лоша видимост. Освен това навлиза принудително охлаждане на стволовете (което увеличава тяхната живучест), увеличават се темпа и групирането на стрелбата, провежда се унификация на корабната артилерия с бреговата.
Към средата на 1960-те се разработва само зенитна артилерия с калибри 30 и 76,2 mm, прекратява се проектирането и производството на артилерийски системи голям калибър. 1954 г. е взето решение за разработване на автоматични системи калибър 76,2 mm, а от 1967 г. започват работи по проектиране и производство на автоматични системи калибри 100 и 130 mm, а също така и продължават работите по проектирането на автомат с въртящ се блок стволове. В резултат на това 60-те години са приети на въоръжение 30-mm двустволната АК-230, а също първата напълно автоматична 57-mm двустволна артилерийска установка АК-725 и едновременно с нея 76,2-mm АК-726. Производството им е прекратено към края на 1980-те. През 1970-те години са приети на въоръжение едностволната 76,2-mm АК-176 (за замяна на АК-726), 100-mm АК-100 и скорострелната 30-mm шестстволна установка с въртящ блок стволове АК-630.
През 1980-те години след дълги изпитания е приета двустволната 130-mm артустановка АК-130. Тези образци и до днес състоят на въоръжение на корабите на Руските ВМФ.
Такива очевидни преимущества на ракетите, като далечина и точност на стрелбата, стават причина за отказа от големи калибри и лишават артилерията от ролята на главно оръжие на кораба. Затова и основната задача на съвременната корабна артилерия е противовъздушната отбрана съвместно със зенитно-ракетните комплекси с морско базиране. Изключение са случаите на използване на оръжие по плавателни съдове без въоръжение – например в бреговата охрана (граничната служба на ФСБ на РФ).

## Особености
Използването на корабната артилерия е в условия на движеща се и люлееща се платформа, стрелбата обикновено се води по движещи се цели. Тези особености на корабната артилерия изискват създаването на сложни прибори за управление на стрелбата и механизми за наводка на оръдията.
Средните дистанции на стрелба на корабната артилерия надвишават дистанциите на артилерията на сухопътните войски, поради тази причина и използваните тук оръдия са с дължина на ствола над 30 калибра (т.е. те са с класификация оръдие).
Най-голям калибър (18") имат оръдията на японските свръхлинкори „Мусаши“ и „Ямато“.
С развитието на ракетите, поради сравнително малката далечина и точност на стрелбата, корабните артилерийски установки започват да се използват за решаването на спомагателни задачи, когато употребата на ракети е нецелесъобразно, например при предотвратяване на преодоляване на морска блокада, унищожаване на спомагателни съдове, обстрел на крайбрежията. Към 21 век остават малко артилерийски системи голям калибър, а установките на средния калибър имат малко поразяващо действие и неголяма далечина на стрелбата.
С преустройството на флотовете с перспектива от водене на бойни действия в открития океан към провеждането на операции в крайбрежните райони значението на корабната артилерия като средство за поражение на наземни цели отново нараства. При това установките на малкия калибър започват да се използват не само в системата на близката ПВО и ПРО, но и за унищожаване на катери.
Основни тактически свойства на корабната артилерия:
Достойнства:
- възможност за използване както по морски, така и по брегови и въздушни цели;
- скорострелност;
- продължителна стрелба;
- висока скорост на реакция;
- почти пълно отсъствие на мъртви зони (артилерията е способна да поразява с право мерене);
- сравнително ниска цена на артилерийските снаряди;
- възможност за пренасяне на много голям бордов боекомплект;

отрицателни
- твърде голяма маса на артилерийските установки, поради което голямокалибрени оръдия могат да се поставят само на кораби с голяма водоизместимост;
- ограничена живучест на ствола;
- сравнително малка максимална далечина на ефективната стрелба (до 40 – 45 km при най-добрите съществуващи артсистеми голям калибър);

## Класификация

### Според предназначението
- Главен калибър (исторически) – за употреба по надводни цели, т.е. за решаване на основното предназначение на кораба. Оръдията от този калибър също се използват и за въздействие по брегови цели за поддръжка на сухопътните войски или десанти от морето. Губи своята актуалност с развитието на ракетното оръжие;
- Противоминна артилерия (исторически);
- Артилерийски системи за противокатерна отбрана;
- Универсална артилерия – използва се по морски, брегови и въздушни цели. Основен вид съвременна корабна артилерия. Главната задача на универсалната артилерия са въздушните цели, а второстепенните – морските и бреговите;
- Зенитна артиллерия – използва се срещу въздушни цели. Зенитната артилерия преди време се е деляла на голямокалибрена (100 mm и повече), среднокалиберена (57 – 88 mm) и малокалиберена (под 57 mm).

В съвременното си понятие зенитната е малокалибрена зенитна артилерия, т.е. скорострелните автомати 20 – 30 mm (на въоръжение в някои държави все още има 40-mm установки). Средният и малкият калибър преминават към универсалната артилерия, а оръдия с калибър над 152 mm не се произвеждат.
- Реактивна артилерия – установки на неуправляемото ракетно оръжие.

### Според калибъра
от 1860 до 1946 г.
- Голям калибър – 240 mm и нагоре.
- Среден калибър – от 100 до 190 mm[бележки 1].
- Малък калибър – под 100 mm.

от 1946 г.
- Голям калибър – 180 mm и нагоре.
- Среден калибър – от 100 до 179 mm.
- Малък калибър – под 100 mm.

### Според вида на артилерийските установки
- Куполен тип – оръдието, подкуполното отделение, механизмите за наводка, зареждане и системите за подаване на боеприпаси представляват едно цяло. Първите арт-установки куполен тип са установките на големия калибър, по-късно се появяват и среднокалиберени куполни установки.

Бойните отделения са защитени от затворена броня, установките притежават по-голяма живучест спрямо другите типове. Освен това куполните установки са по-удобни за механизирано зареждане и позволяват използването на напълно автоматизирани, необитаеми конструкции. От 1980-те г. всички арт-установки, произвеждани за корабите на ВМФ на СССР са само куполни.
- Палубно-куполен тип – част от защитата, механизмите за наводка и зареждане съставляват едно цяло с оръдието. Останалите механизми и системи се поставят отделно. Тук няма развито подкуполно отделение, то се ограничава до подемен механизъм (елеватор). До средата на 1950-те години са обичайни за главната, универсалната и зенитната артилерия на ескадрените миноносци и за универсалната артилерия при крайцерите и линейните кораби. Бойното отделение е защитено от незатворена противокуршумна и противоосколъчна броня, която е към въртящата се част от установката. Палубно-куполните установки по сравнение с палубните подобряват условията за използване на артилерията и по-добре защитават личния състав и механизмите. Днес няколко типа кораби имат зенитни арт-установки от този тип.
- Палубен тип (открита артилерия) – оръдието и обслужващите го системи са напълно разделни. Нямат подкуполно отделение. Поставяни са на почти всички класове кораби, особено на корабите със специално предназначение, морските и рейдовите съдове на тила. При този тип установки погребите и подаването на боеприпаси са напълно изолирани от арт-установките. Палубните установки имат неголеми габарити и маса. В съвременния ВМФ на Русия остава един-единствен образец на артилерия от този тип – салютното оръдие 21-К.

### Според стрелбата
- Автоматични установки – процесът на наводка, зареждане, изстрел и презареждане е напълно автоматичен и не изисква непосредствено участие на човека.
- Полуавтоматични установки – при тях е необходимо участието в процеса на стрелбата на артилерийски разчет (обикновено само при зареждане, изстрел и презареждане, а останалите операции са автоматизирани).
- Неавтоматични установки – зареждането, изстрела, подаването на боезапаса, презареждането и наводката се осъществява с помощта на механизми за подаване и зареждане с непосредствено участие на човек.

## Боеприпаси
Боеприпасите за корабната артилерия са: снаряди, взриватели, заряди, средства за възпламеняване, гилзи, полузаряди. Комплектът от боеприпаси за произвеждане на изстрел се нарича артилерийски изстрел.

### Еволюция на боеприпасите
В началото на развитието на артилерията има само два вида боеприпаси: поразяващ елемент във вид на гюле и метателен заряд – барут от дървени въглища, селитра и сяра. По-късно се появяват книпелите, картеча и това, което вече може да се нарече снаряд – гранати и бомби, снаряжени с взривно вещество. Барутът, освен усъвършенстване на химическия състав, търпи изменение и в метода на използването – появяват се картузите. С приемането на въоръжение на нарезните оръдия формата на снаряда се изменя на продълговата, барутът започва да се опакова в гилзи. В резултат на постоянния стремеж за увеличаване на скорострелността и безопасността при експлоатация на артилерията се появяват унитарните боеприпаси. Целият комплект боеприпаси за произвеждане на изстрел е обединен в едно изделие, но това е относимо само при малките и средните калибри. За оръдията на големия калибър се използват картузно или разделно зареждане. За своевременното детониране на снаряда започва използването на взривател. Разширява се спектърът на видовете снаряди – те започват да имат съществени разлики помежду си, в зависимост от характера на целта. Стремежът максимално да се увеличи мощността на взривното вещество става причина за разработката на ядрения снаряд, който днес е най-мощният боеприпас, достъпен на артилерията.
Развитието на ракетното оръжие засяга и артилерийските технологии – появяват се реактивните снаряди (неуправляемото ракетно оръжие), които вместо или допълнително към въздействието на барутните газове се задвижват с реактивна тяга.

### Основни видове съвременни артилерийски снаряди
- Фугасни;
- Осколочно-фугасни;
- Зенитни;
- Осколочно-фугасно-запалителни (МЗА);
- Осколочно-трасиращи (МЗА).

### Видовевзриватели
- Контактни
- Безконтактни
- Дистанционни

## Прибори за управление на стрелбата
За всеки от калибрите на артилерийските установки има свои прибори за управление на стрелбата. Системите за управление на стрелбата трябва да подсигуряват стрелба с еднаква точност при всички метеорологични условия и в по всяко време на денонощието по морски, брегови и въздушни цели.
Приборите за управление на стрелбата се състоят от изчислителна апаратура, работеща във взаимна връзка с аналогични прибори, а също така и със средствата за откриване и системата за дистанционно управление на наводката на постовете и установките.
Приборите за управление на стрелбата могат да са разположени в различни постове на кораба съответно с предназначението и функциите им.
Според степента на точност и мащаба на решаване на задачите на стрелбата приборите за управление на стрелбата се делят на пълни (решаващи задачите на стрелбата автоматично по данните на приборите с отчитане на балистическите и метеорологните поправки) и опростени (само в частта на поправките и данните).

### Основни прибори на системите за управление на стрелбата
- Прибори за локация и целеуказание – за откриване и първично определяне на координатите на целта (разстояние, скорост, курсов ъгъл). Към тази група се прибори се отнасят радиолокационните станции, оптическите визьори, пеленгаторите.
- Прибори за наблюдение и определяне на текущите координати – за наблюдаване на целта и непрекъснатото определяне на нейните точни координати с цел формиране на данни за стрелба. Към тази група прибори се отнасят радиолокаторите, стереоскопичните далекомери и други прибори от командно-далекомерните постове.
- Прибори за създаване на данни за стрелба – за непрекъснатото определяне на ъглите на наводка и величините за настройка на взривателя за универсалните и зенитните установки.
- Прибори за наводка – разположени са куполните бойни отделения на артустановките.
- Прибори за верижна стрелба – за проверка на готовността на установките за стрелба, съпровождане на целта от отделните установки и произвеждане на залпа.

## Използване на корабната артилерия на сушата
В историята има много случаи, когато оръдия от разоръжени кораби се предават за отбрана на брегови укрепления и допринасят с голяма полза за нея.
Артилерията от епохата на платноходите няма стационарни установки на борда на кораба и с лекота може да се премести на постоянни или временни брегови укрепления, от което често се възползват. Така например по време на Кримската война, когато корабните оръдия от потопените кораби по причина на тяхната бойна безполезност, са пренесени на сушата, в частност на Малахов курган в Севастопол
Същата практика продължава и след появата на артилерията от съвременен тип, макар това да е съпроводено с определени сложности поради все по-тясната специализация на морските оръдия. Блокираните в Порт Артур кораби на руския флот постепенно се разоръжават, а техните оръдия се поставят на бреговите и сухопътни укрепления.
По време на Втората световна война оръдията на крайцера „Аврора“, в т.ч. и знаменитото носово оръдие, са поставени в района на Воронья гора под Ленинград и са пленени от неприятеля след гибелта в бой на екипажа на кораба.
Голямокалибрени корабни куполни артилерийски установки са използвани и при отбраната на Севастопол (1941 – 1942) през 1942 г., влизайки в състава на отбраната на града крепост, смятана по онова време за най-мощната в света. Манщайн не започва щурма на Севастопол до момента, до който не получава голямокалибрените мортири „Карл“, предназначени за разрушаване на укрепленията на линията „Мажино“. Само след като тази артилерия влиза в употреба, той успява да разруши фортовете с корабни оръдия.
Разработеното в Германия на база корабния образ 105-mm оръдие (105 mm FlaK 38/39) успешно се използва на сушата за противовъздушна отбрана. 130 mm морско оръдие образец 1935 г. (Б-13) на шасито на танка Т-100 е основа за експерименталната самоходка СУ-100-Y. На базата на корабното оръдие Б-34 е разработено оръдието Д-10С, което се поставя на самоходката СУ-100.
Забавянето на строежа на големи кораби, главно на линейните кораби под вече създадени образци на оръдията на главния калибър, водят до поставянето на тази артилерия на сушата. Към тях се отнасят 406 mm морско оръдие Б-37, поставено на изпитателния стенд на полигона „Ржевка“ и участвало в обстрела на блокиращите Ленинград немски войски. Също голяма роля имат корабните установки на железопътни транспортьори калибър от 130 до 356 mm. Голям брой от тези оръдия са голяма и особена мощност в бреговата отбрана на морските крепости на СССР или демонтирани от бракувани или потънали кораби са техни аналози, създадени за нуждите на бреговата охрана.
При създаването на укрепленията „Атлантически вал“ немците използват вече създаденото за проекта линкори клас „Н“ оръдие калибър 456 mm. Поставено в бункер това оръдие многократно е използвано за пропагандни цели – сплашване на противника и убеждаване на собственото население в надеждната защита на запад.